# Herbert Falk (Pharmazeut)
Herbert Falk (* 20. Juli 1924 in Müllheim; † 8. August 2008 in Freiburg im Breisgau) war ein deutscher Pharma-Unternehmer.

## Leben
Der Vater von Herbert Falk leitete eine Apotheke in Müllheim, wo Falk bis zur fünften Klasse die Schule besuchte. Danach zog die Familie nach Freiburg, wo sein Vater eine eigene Apotheke eröffnete. Herbert Falk besuchte das Rotteck-Gymnasium, wo er im März 1942 sein Abitur erhielt. Im Zweiten Weltkrieg nahm er als Sanitätssoldat am Nordafrikafeldzug teil, in dessen Verlauf er in US-amerikanische Kriegsgefangenschaft geriet. Sein letztes Jahr in Gefangenschaft verbrachte er in England.
Herbert Falk studierte und promovierte zunächst in Pharmazie an der Albert-Ludwigs-Universität Freiburg und war anschließend als Apotheker selbständig. Neben der eigenständigen Entwicklung von Medikamenten studierte und promovierte er in Medizin. 1960 gründete er in Freiburg im Breisgau die Falk Pharma GmbH, die sich insbesondere auf Medikamente und Arzneimittel zur Behandlung von Erkrankungen der Leber und des Verdauungstraktes spezialisierte.
Falk war mit Fachleuten aus dem Gebiet der Gastroenterologie und Hepatologie befreundet und Initiator der  „Internationalen Falk Symposien“ und der „Falk Foundation“. Er gab in den 1960er Jahren einen kostenlosen regelmäßigen Literaturdienst mit Abstracts aus dem Gebiet der Hepatologie im Selbstverlag heraus. Er war unter anderem Ehrenmitglied der Norddeutschen Gesellschaft für Gastroenterologie (1998) sowie Ehrenmitglied der Deutschen Gesellschaft für Verdauungs- und Stoffwechselkrankheiten. 2004 erhielt er von der American Gastroenterology Association den Lifetime-Distinguished Service Award für seine lebenslange außerordentliche Leistung. Er war zudem Ehrensenator der Universität Freiburg.
Falk war in seiner Freizeit passionierter Wanderer und hat mehrere Wanderführer für die Umgebung von Freiburg sowie den Südschwarzwald veröffentlicht.